# Willy Willems
Willy Willems (Brugge, 17 november 1963) is een Belgisch voormalig wielrenner. In zijn eerste profjaar won hij in Asturië een rit in de Ronde van de Mijnvalleien. In de Zwitserse Grand Prix Willem Tell won hij drie ritten, en de Franse Ronde van Sarthe een.

## Belangrijkste overwinningen
1988
- 4e etappe deel B Vuelta a los Valles Mineros

1992
- 4e etappe GP Tell
- 5e etappe GP Tell

1993
- 3e etappe Ronde van de Sarthe
- 3e etappe GP Tell

## Resultaten in voornaamste wedstrijden
| Jaar | Gent-Wevelgem | Amstel Gold Race | Bretagne Classic |
| ---- | ------------- | ---------------- | ---------------- |
| 1991 | 99e           |                  |                  |
| 1993 |               | 82e              | 9e               |
| 1997 | 114e          |                  |                  |

Wielerploegen van Willy Willems
Colyn · De Backer · De Wolf · Demol · Devos · Dierickx · Dorgelo · Hoste · Huyghe · Kuum · Lameire · Liboton · Martens · Museeuw · Onnockx · Planckaert · Scharmin · Szostek · Van Den Abeele · Van Keirsbulck · Van Vooren · Verschuere · Wallays · Wayenberg · Willems
Beelen ·  
Biets · 
Botteldoorn ·
Bouillon ·
Coppens ·
Dauwe ·  
De Muynck ·   
Desbiens ·
Dexters ·
Eeckhout ·
Evenepoel ·
Haghedooren ·
Heynderickx ·
Huygens ·
In 't Ven ·
Lacressonnière · 
Lapage ·
Melsen · 
Pattyn · 
Peers · 
Strouken · 
Verbeken ·
Wampers · 
Willems ·
Windels · 
Wynants · 
Corvers (stagiair) ·
Thijs (stagiair)
Biets · 
Bouillon ·
Coppens ·
Corvers ·
Dauwe ·  
De Muynck ·   
Dexters ·
Eeckhout ·
Enthoven ·
Evenepoel ·
Feys ·
Goessens ·
Haghedooren ·
Heynderickx ·
In 't Ven · 
Lapage ·
Lodge ·
Nottebart ·  
Peers · 
Redant ·
Stumpf · 
Thijs · 
Van Brabant · 
Van Itterbeeck ·
Verbeken ·
Verstrepen · 
Willems
Coudray · Daelmans · Dierckxsens · Hashikawa · Herygers · Hopmans · Missotten · Miura · Petersen · Streel · Torrekens · Van Hullebusch · Willems · Wuyts · Moons (stagiair) · Vandromme (stagiair) · Willockx (stagiair)   
Barrenetxea · Coudray · De Buyst · Deraedt · Dierckxsens · Hashikawa · Hennebert · Herygers · Hopmans · Mifune · Miura · Petersen · Schoelens · Torrekens · Van Hullebusch · Willems · De Schoenmaecker (stagiair) · Fitzgerald (stagiair) · Willockx (stagiair)   